# 贝古姆普尔
贝古姆普尔（Begum Pur），是印度德里North West县的一个城镇。总人口22828（2001年）。

## 人口
该地2001年总人口22828人，其中男性12645人，女性10183人；0—6岁人口4307人，其中男2341人，女1966人；识字率63.86%，其中男性为72.82%，女性为52.73%。